# Takeshi Kodama
Takeshi Kodama (Manchúria, 1943) é um físico japonês conhecido por seus trabalhos em hidrodinâmica relativística. Graduado em física, possui mestrado e doutorado em física. É professor emérito da Universidade Federal do Rio de Janeiro, escreveu diversos artigos científicos e orientou diversos alunos de pós-graduação.
Sua especialidade é a área de física teórica, com ênfase em física nuclear relativística, cromodinâmica quântica, astrofísica nuclear e fenomenologia de partículas, atuando principalmente nos seguintes campos de pesquisa: plasma de quarks e glúons, hidrodinâmica relativística, colisões de íons pesados relativísticos e fenômenos de transporte.

## Vida pessoal
Takeshi Kodama nasceu na Manchúria, de família japonesa, durante a Segunda Guerra Mundial. Ao final da guerra retornou com a família ao Japão onde, devido à profissão do pai, passou a infância em diferentes cidades. A partir do 4º ano da escola primária fixou residência em Tóquio, de onde iria sair apenas em 1972.

## Biografia
Bacharelou-se em física aplicada, com especialidade em física nuclear teórica, pela Universidade de Waseda, Tóquio, em 1966. Doutorou-se, pela mesma universidade, em 1971 com tese sobre a compressibilidade da matéria nuclear e a teoria de estrelas superdensas sob a orientação do Professor M. Yamada.
Por intermédio do Professor Y. Fujimoto, responsável pela Colaboração Brasil-Japão sobre raios cósmicos, recebeu convite do professor César Lattes e do professor Alfredo Marques, então diretor científico do Centro Brasileiro de Pesquisas Físicas (CBPF), para visitar o instituto a partir de 1972. Passou para o quadro permanente do CBPF como pesquisador titular em 1976, ali permanecendo por mais de 20 anos, tendo sido várias vezes chefe de departamento, e também coordenador do curso de pós-graduação.
Em 1993 fez concurso para professor titular do Instituto de Física da Universidade Federal do Rio de Janeiro, onde permanece até o presente, tendo assumido os cargos de chefe de departamento, diretor científico e vice-diretor.
Publicou mais de 150 trabalhos, contabilizando cerca de 2.500 citações. Dedicou-se com afinco à formação de recursos humanos na área, tendo orientado 17 mestres e 15 doutores. Seus temas de pesquisa são variados, de física nuclear teórica de baixa energia a astrofísica e cosmologia de altas energias, incluindo nucleossíntese estelar, explosão de supernovas, teorias de campo e relatividade geral, cromodinâmica quântica, interação hadrônica, colisões relativísticas de íons pesados, plasma de quarks e glúons, e a teoria de transporte.
Organizou dezenas de reuniões e congressos nacionais e internacionais e criou e conduziu a importante série RANP (Relativistic Aspects of Nuclear Physics) no Brasil, desde 1989, já com nove realizações. Participou de inúmeras comissões de concurso, bancas de tese e comitês de avaliação de várias instituições brasileiras e no exterior, como Comitê Assessor do CNPq, Comissão de Avaliação dos Cursos de Pós-Graduação da CAPES, Comissão do Prêmio Werner Siemens, Comissão de Avaliação de Projetos de Colaboração Temáticos do Department of Energy (Estados Unidos), Comissão Permanente de Avaliação Institucional da Reitoria da USP e muitos outros. Foi eleito Coordenador da Comissão de Partículas e Campos da Sociedade Brasileira de Física para o período 2006-2007. Desde 2004 é membro do Corpo Editorial da revista Journal of Physics G do Institute of Physics, Inglaterra. Foi agraciado com o título Fellow do mesmo Institute of Physics.
Entre os alunos, é particularmente conhecido (e temido) por ser faixa preta de judô.